# Del Kathryn Barton
Del Kathryn Barton (* 11. Dezember 1972 in Sydney) ist eine australische Malerin und Filmregisseurin.

## Leben und Werk
Barton wuchs im australischen Buschland der Blue Mountains westlich von Sydney auf, wo sie mit ihren Eltern, die sie unter den Hippies verortet, oft in Schuppen oder Zelten lebte. Barton litt als Kind unter Depressionen und nutzte die Kunst als Therapie. Sie zeichnete von klein auf obsessiv und lebte in ihrer Fantasie.
Zu ihren frühen Themen gehörten Feen, Tiere, Natur und Landkarten. Die weibliche Gestalt nahm sie gerne als Motiv, gelegentlich posierte ihre Mutter für ihre Aktbilder, andere Male kopierte sie Arbeiten aus Zeitschriften. 1990 trat sie als bereits versierte Künstlerin mit einem breiten Repertoire an Themen in das College of Fine Arts der University of New South Wales in Sydney ein. Dort war sie Schülerin von Michael Esson, den sie als „fantastischen Lehrer“ in Erinnerung behielt. 1993 schloss sie ihr Studium als Bachelor of Fine Arts ab und war danach von 1994 bis 1996 als Dozentin an dem College tätig.
Die Künstlerin produziert schillernde Bilder voller erotischer und halluzinatorischer Energie. Ihre kompliziert gemusterten Gemälde beginnen mit dem Zeichnen einer Geste, einer Stimmung, eines Traumbildes oder einer Emotion. Sie arbeitet meist an einer Reihe von Gemälden gleichzeitig, wobei sie jedes über mehrere Monate hinweg akribisch ausgeführt.
Bartons erste Ausstellung fand 1995 statt, danach folgten zahlreiche Einzelausstellungen in Sydney und Melbourne, darunter The Nightingale and the Rose im Australian Centre for the Moving Image (ACMI) (Melbourne 2016), The highway is a disco bei Arndt (Singapur 2015), Electro Orchid in der Roslyn Oxley9 Gallery (Sydney 2014), The Nightingale and the Rose im Heide Museum of Modern Art (Bulleen bei Melbourne 2012), The stars eat your body in der Kaliman Gallery (Sydney 2009), The whole of everything in der Karen Woodbury Gallery (Melbourne 2008) und Thank you for loving me in der Karen Woodbury Gallery (Melbourne 2005).
Del Kathryn Barton zeigte ihre Arbeiten auf Gruppenausstellungen wie Like-ness bei Albertz Benda (New York 2016), Express Yourself: Romance Was Born for Kids in der National Gallery of Victoria (Melbourne 2014), Dark Heart auf der Adelaide Biennale of Australian Art (Adelaide 2014), Theatre of the World im Museum of Old and New Art (Hobart 2012); Lightness and Gravity in der Queensland Gallery of Modern Art (Brisbane 2012), Freehand: Recent Australia Drawing im Heide Museum of Modern Art (Melbourne 2010/11), Wynne Prize for Landscape in der Art Gallery of New South Wales (Sydney 2009), Half a World Away: Drawings from Glasgow, Sao Paulo and Sydney im Hallwalls Contemporary Arts Center (Buffalo, New York 2002).
2008 gewann Barton den Archibald Prize für ihr Porträt You are what is most beautiful about me, ein Selbstporträt mit ihren beiden Kindern Kell und Arella. 2013 wurde ihr dieser Preis erneut zuerkannt, diesmal für ihr Porträt des Schauspielers Hugo Weaving. Insgesamt gehörte sie fünfmal zu den Finalisten des Archibald Prize. Bartons Gemälde befinden sich in Sammlungen der Art Gallery of New South Wales (Sydney), der Queensland Art Gallery (Brisbane), der National Gallery of Australia (Canberra), der Art Gallery of South Australia (Adelaide) und dem Museum of Old and New Art (Hobart).
2015 erhielt Barton die Auszeichnungen Australian Film, Television and Radio School Creative Fellowship sowie den Film Victoria Erwin Rado Award for Best Australian Short Film für ihr Regiedebüt in dem Film Oscar Wilde’s The Nightingale and the Rose, der auf den Internationalen Filmfestspielen Berlin 2015 (Weltpremiere) und dem Melbourne International Film Festival 2015 gezeigt wurde. Ihr nächster Film Red aus dem Jahr 2016 beschäftigte sich mit den sexuellen Vorlieben von weiblichen redback spiders, in dem die Schauspielerin Cate Blanchett mitwirkte.